# Донецкая областная библиотека для детей имени С. М. Кирова
Донецкая областная библиотека для детей имени С. М. Кирова — информационно-интеллектуальное, образовательное учреждение, центр адаптации и развития детей, обновления и совершенствования библиотечной работы с детьми в городе Донецк, Украина. Главной целью деятельности Донецкой областной библиотеки для детей им. С. М. Кирова является привлечение к чтению юных граждан Донецкого региона.
В самопровозглашённой ДНР библиотека была переименована в Донецкую республиканскую библиотеку для детей имени С. М. Кирова.

## История
В 1931 году на государственном уровне в УССР было принято решение о разворачивании сети внешкольных учреждений, включая детские библиотеки. В соответствии со справкой Центрального Государственного архива Октябрьской революции, высших органов государственной власти и органов государственного управления Украинской ССР од № 167 от 02.02.1983 в решении указывается г. Сталино.
1932 год, декабрь, библиотека была основана сначала как городская, её фонд составлял 8 тысяч экземпляров документов. Размещалась библиотека в одноэтажном небольшом здании на Пожарной площади (ныне это площадь Дзержинского)2..
В 1934 году библиотека была реорганизована в областную, её фонд насчитывал почти 50 тысяч экземпляров.
В 1939 году библиотеке было присвоено имя известного в те годы политического деятеля Сергея Кирова. Нужно учесть что на присвоение библиотеке этого имени повлияла политическая ситуация того времени.
В том же 1939 году в области была уже 21 самостоятельная детская библиотека и 630 школьных, которым областная библиотека предоставляла существенную методическую и практическую помощь.
Во время Великой Отечественной войны был уничтожен довоенный архив и серьёзно пострадал библиотечный фонд.

1947 год — библиотечный фонд насчитывает более 21000 экземпляров, а в 1953 году составлял 61000 экземпляров. Вся литература предоставлялась для пользования читателям библиотеки, количество которых возросло от 5500 абонентов в 1946 году до 8230 в 1957 году. На абонементе вводился открытый доступ. Менялась структура библиотеки.
Увеличивался и штат. В 1946 он насчитывал 18 работников, а в 1955 — уже 28. В 1959 впервые в практике работы детских библиотек страны библиотека внедрила обслуживание детей по возрасту объединив работу с определённой возрастной группой читателей в единое целое на основе ранее разрозненных абонементов и читального зала.
В 1952 году возобновилось строительство нового помещения для областных библиотек по проекту харьковского института «Гипроград» — для детей и универсальной научной библиотеки им. Н. К. Крупской. В то время они занимали одно крыло нынешнего строения, которое сохранилось после войны. Для детской библиотеки было отведено три небольшие комнаты; читальный зал на 60 мест не мог всех желающих. Конец коридора был переоснащен на абонемент для читателей разного возраста. В таких условиях трудно было говорить о качественной работе с фондом, о проведении больших массовых мероприятий.
В начале 1955 года после завершения строительства библиотека получила светлое и просторное помещение. В этом здании Донецкая областная библиотека для детей им. С. М. Кирова занимает три этажа левого крыла площадью свыше 2 тысяч м².
В 60-70 годы XX века библиотека, как и все учреждения культуры, ощущала определённые трудности и давление, цензуру, попытка предоставить её только как идеологических помощников партии. Но, невзирая на это, библиотека продолжала жить и работать, увеличивалось количество её читателей и, соответственно посещений, динамично менялся фонд, организовывались новые отделы. Библиотека продолжала выполнять своё главное дело — открывала перед юными гражданами бескрайний книжный мир.
1980—1990 годы стали для библиотеки настойчивой работы до оптимизации её организационной структуры, утверждение статуса информационного и культурного центра для детей.

## Структура библиотеки
Библиотека сегодня это 10 отделов и два сектора.1.
- Отдел комплектования и обработки фондов.
- Отдел методической работы и библиотечного маркетинга.
- Отдел автоматизации информационно-библиотечных процессов.
- Отдел внестационарного обслуживания.
- Отдел справочно-библиографического и информационного обслуживания.
- Отдел искусств.
- Отдел обслуживания учеников 5-9 классов.
- Отдел обслуживания дошкольников и учеников 1-4 классов.
- Отдел материально-технического обеспечения
- Сектор регистрации пользователей и контроля
- Сектор организации досуга для детей

## Фонд библиотеки
Фонд состоит из почти 240 тысяч экземпляров, среди них — почти 200 тысяч экземпляров книг, примерно 40 тысяч экземпляров периодических изданий, около 10 тысяч аудио и видео материалов.

## Руководители библиотеки
1932—1953 года — не сохранились данные о директорах, которые возглавляли библиотеку на протяжении этого периода, кроме имен Татьяны Алексеевны Уманской и Виктора Леонтьевича Луганского.
1953—1984 годы — на должности директора библиотеки пребывала Майя Филаретовна Гурина.
С 1984 года — библиотеку возглавляет Валентина Илларионовна Вязовая. Заслуженный работник культуры Украины.